# دیسپاچینگ در شبکه‌های قدرت
یکی از مهم‌ترین پارامونهای (parameter) کنترل شبکه برق، بسامد آن می‌باشد که تغییرات آن نمایانگر دگرگونی در فراروندprocess تولید و مصرف است و به همین مناسبت از کروند های factor بسیار مهم در بهره‌برداری و کنترل وضعیت شبکه می‌باشد. در بهره‌برداری شبکه، اطلاعات مربوط به فرکانس شبکه باید به‌صورت لحظه‌ای ثبت گردد و این بدان معنی است که حجم وسیعی از این اطلاعات در یک بازه  زمانی کوتاه باید ثبت و مورد بررسی قرار گیرد. لازم به توضیح است که تغییرات بسامد بیش از مقدار نامنال nominal (naamenaal) آن افزون‌بر وارد آوردن خرابی به تأسیسات شبکه برق رسانی، بر وسائل مصرف کنندگان برق نیز اثرات زیانباری خواهد داشت. هم‌چنین در صورتی‌که بسامد شبکه در حد مطلوب و مجاز کنترل نگردد موجب عدم پایداری و حتی فروپاشی شبکه خواهد شد. 
در شبکه‌های قدرت در صورتی‌که به دلایلی همچون قطع خطوط انتقال یا خروج خود کار واحدهای بزرگ تولیدی، افت ناگهانی بسامد اتفاق افتد و موجب کاهش بسامد از حد مشخصی گردد، رله‌های قطع بار فعال شده و بخشی از مصرف را قطع می‌نماید تا تعادل بین تولید و مصرف برقرار گردد. عملکرد رله‌های اشاره شده وختی اثر بخش خواهد بود که میزان تغییرات کاهشی بسامد و ولتاژ در حدی باشد که فرصت لازم (کمینن ۲۵۰ میلی ثانیه) را در اختیار رله قرار دهد. زیرا در غیر این صورت رله‌ها عمل نکرده و بسامد همچنان کاهش می‌یابد تا سرانجام فروپاشی رخ دهد. عکس‌العمل سریع در تصحیح بسامد و ولتاژ شبکه بویژه در زمان رخداد، یکی از عوامل تعیین‌کننده می‌باشد. به‌طور سنتی تصحیح‌کننده‌های بسامد عمدتاً نیروگاه‌های آبی مجهز به تنظیم گرهای سریع هستند که می‌توانند کل توان تولیدی خود را در ظرف چند ثانیه به میزان قابل توجه‌ای تغییر دهند. تنظیم‌کننده‌های ولتاژ نیز عمدتاً ژنراتورهای سنکرون مجهز به سیستم‌های [AVR۱] می‌باشند که در کسری از ثانیه وارد عمل می‌شوند. تنظیم فرکانس شبکه می‌تواند در هر نقطه از شبکه صورت پذیرد به شرط آنکه امکان انتقال توان در خطوط در شبکه وجود داشته باشد. به‌عنوان مثال اگر رخدادی در خراسان باعث کاهش بسامد شبکه شود واحدهای آبی در خوزستان می‌توانند نسبت به تصحیح بسامد وارد عمل شوند اما پاره‌ای از وخت ها این امر ممکن است موجب افزایش بار خط های " دز- اندیمشک " یا " علی آباد – اسفراین " شود و حتی موجب قطع این خط ها گردد که در این حالت وضعیت شبکه بسیار آسیب پذیر خواهد شد. بنابراین برای نگهداشتن پایداری و ایمنی شبکه، کنترل بسامد و ولتاژ باید به‌گونه‌ای انجام پذیرد که توانایی انجام عملیات کنترلی چه در منطقه و چه در کل شبکه وجود داشته باشد.